# Yuri on Ice
Vous lisez un « article de qualité » labellisé en 2024.
Yuri on Ice (ユーリ!!! on ICE), parfois stylisé en Yuri!!! on Ice, est une série télévisée d'animation japonaise sur le patinage artistique produite par le studio MAPPA et réalisée par Sayo Yamamoto à partir d'un scénario original écrit par Mitsurō Kubo. Les musiques sont composées par Tarō Umebayashi et Taku Matsushiba, tandis que Kenji Miyamoto, patineur plusieurs fois champion du Japon, est chargé de la chorégraphie et de certains bruitages. Ses propres entraînements ont été enregistrés et intégrés à l'anime.
La série est diffusée pour la première fois au Japon du 5 octobre au 22 décembre 2016, pour un total de douze épisodes. En France, la série a été diffusée en simulcast par Crunchyroll et éditée en DVD et Blu-ray par @Anime.
L'histoire tourne autour du personnage de Yuri Katsuki, un patineur artistique japonais de vingt-trois ans, talentueux mais facilement sujet à l'anxiété, qui vient d'échouer à un championnat et doute de son avenir. Alors qu'il s'est retiré dans son village natal dans le Japon rural, Katsuki reçoit la visite de son idole, Victor Nikiforov, patineur de renommée mondiale, qui lui propose de devenir son entraîneur sportif. Nikiforov est suivi à son insu par Yuri Plisetsky, l'étoile montante du patinage russe, à qui il avait déjà promis d'être son coach. Le récit suit alors leurs parcours au cours de la saison à venir des championnats de patinage artistique et explore les relations inter-individuelles entre tous ces patineurs.
Yuri on Ice bénéficie d'un succès commercial, critique et populaire à sa sortie. Il reçoit notamment plusieurs récompenses lors de cérémonies spécialisées, à la fois nationales et internationales comme les Tokyo Anime Awards, et est cité en rétrospective comme l'un des meilleurs animes de la décennie. Le public plébiscite l'œuvre, qui devient rapidement très populaire sur les réseaux sociaux. Elle attire également l'attention du milieu professionnel du patinage artistique, plusieurs patineurs reprenant les musiques de la série pour leurs performances. Sa manière de dépeindre l'anxiété et l'homosexualité masculine, tant dans le milieu sportif que dans la société en général, dans un pays où une telle représentation reste encore marginale, a été bien accueillie par la critique, et contribue grandement au succès de la série auprès du public.
À la suite du succès de la série, la production d'un film d'animation intitulé Yuri on Ice the Movie: Ice Adolescence est lancée en 2017, avec une sortie initiale prévue pour 2019, mais celle-ci est repoussée à plusieurs reprises jusqu'à ce que le projet soit définitivement abandonné en avril 2024.

## Trame

### Résumé
Après être arrivé en dernière place lors de sa première participation au Grand Prix, le jeune patineur artistique japonais Yuri Katsuki enchaîne les défaites et commence à douter de sa carrière. Des mois plus tard, Yuri revient dans sa ville natale de Hasetsu à Kyūshū, qu'il avait quittée cinq ans auparavant, et y reproduit à la perfection une chorégraphie de son idole de toujours, le célèbre patineur russe et quintuple champion du monde Victor Nikiforov,. Lorsqu'une vidéo de sa performance filmée à son insu devient virale et attire l'attention de Victor, ce dernier propose à Yuri de devenir son entraîneur, le rejoint au Japon et s'apprête à le former,.

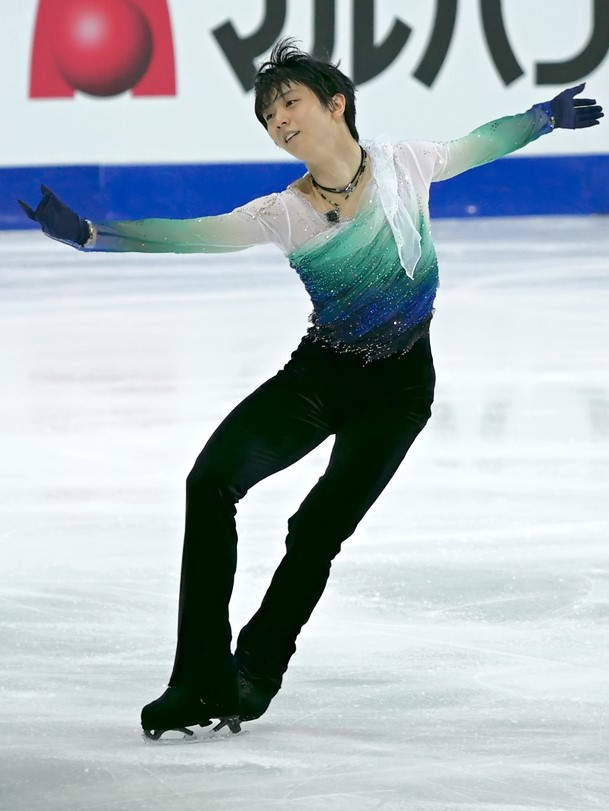
Le patineur artistique japonais Yuzuru Hanyu, qui a servi d'inspiration au personnage principal Yuri Katsuki, en 2016.

Après avoir appris le départ de Victor, Yuri Plisetsky, étoile montante du patinage russe à quinze ans, fait lui aussi ses bagages pour Hasetsu. Victor lui a promis de devenir son entraîneur après le Grand Prix s'il remportait les championnats du monde juniors, chose faite. Victor, ayant complètement oublié cette promesse, fait s'affronter les deux Yuri pour déterminer qui du Russe ou du Japonais aura l'honneur d'être son élève. Il choisit deux morceaux similaires pour les deux patineurs, deux variations autour d'un même thème, l'amour, avec une mélodie similaire mais des thématiques différentes. Yuri P. reçoit le morceau Agapé, à propos de l'amour pur et inconditionnel, tandis que Yuri K. doit patiner sur le morceau Éros, représentant quant à lui l'amour charnel et sexuel. La performance de Yuri K. remporte cette compétition amicale et il devient ainsi officiellement l'élève de Victor. Yuri P. retourne en Russie et promet de gagner le Grand Prix de la prochaine saison, contre Yuri K.
Malgré plusieurs erreurs, Yuri K. se qualifie ensuite au Grand Prix après être sorti vainqueur des championnats du Japon, au cours desquels il présente son nouveau programme, élaboré avec Victor. De son côté, Yuri P. se perfectionne avec les anciens coachs de Victor en Russie et se place à la seconde place de la compétition des Internationaux Patinage Canada, l'une des étapes de la qualification au Grand Prix. Yuri K. se présente lui à la Coupe de Chine. Il y retrouve plusieurs de ses amis et compétiteurs des saisons précédentes, tous étonnés de voir que Victor a abandonné la compétition pour se consacrer à l'entraînement de Yuri. Souhaitant ardemment montrer au monde et à ses compétiteurs qu'il est digne de l'attention et de l'amour de Victor, Yuri réalise son programme court à la perfection, avant d'être la proie d'une crise d'anxiété. Victor, tentant de réconforter Yuri K., mais ne sachant comment s'y prendre, empire la situation, et fait pleurer Yuri, qui avoue à Victor qu'il est nerveux à l'idée que ses erreurs se répercutent sur la réputation de ce dernier. Durant la compétition, il surprend la foule en incorporant le saut signature de Victor à sa performance. Ému par ce geste, Victor embrasse Yuri devant les caméras, même s'il finit à la deuxième place du classement général. Yuri K. et Yuri P. se retrouvent ensuite lors de la Coupe de Russie, qui détermine quels seront les derniers patineurs à accéder au Grand Prix. Après une série d'incidents forçant Victor à retourner au Japon, les deux Yuri s'entraînent sous la supervision de Yakov, l'ancien coach de Victor, et parviennent à se qualifier pour le Grand Prix. À l'issue de cette compétition, Yuri P. met de côté sa rancœur contre Yuri K. et ils partagent un repas ensemble en signe d'amitié. Yuri K. rentre ensuite au Japon pour retrouver Victor et lui demande de ne jamais cesser d'être son entraîneur, ce que Victor promet.
Alors que tous les patineurs encore en compétition se dirigent vers Barcelone où se déroule la finale du Grand Prix, Yuri K. achète deux anneaux, un pour lui et un pour Victor, en promettant d'épouser ce dernier s'il remporte le Grand Prix. Lors d'un dernier dîner avant la finale, les patineurs se remémorent la dernière finale du Grand Prix où Yuri K., ivre, avait déjà demandé à Victor de devenir son coach, ce qui avait suscité la curiosité du champion russe. Le Grand Prix débute ensuite, les deux Yuri réalisant de bonnes performances lors du programme court. Yuri P. bat même le record du monde jusqu'alors détenu par Victor. La veille du programme libre, Yuri K. annonce à Victor sa décision de mettre un terme à sa carrière de patineur afin que Victor puisse retourner à la compétition, provoquant les pleurs de son mentor. Le jour de la finale, Yuri K. change le programme de sa performance pour y ajouter un saut plus difficile et bat le record du monde de programme libre, qui était lui aussi détenu par Victor. Ému de voir que ses deux élèves ont battu ses records, Victor décide de retourner à la compétition. Yuri P. remporte l'or, et Yuri K. l'argent. N'ayant pas gagné, ce dernier demande à Victor d'être simultanément son coach et son compétiteur et déménage à Saint-Pétersbourg pour vivre et s'entraîner à ses côtés.

### Personnages

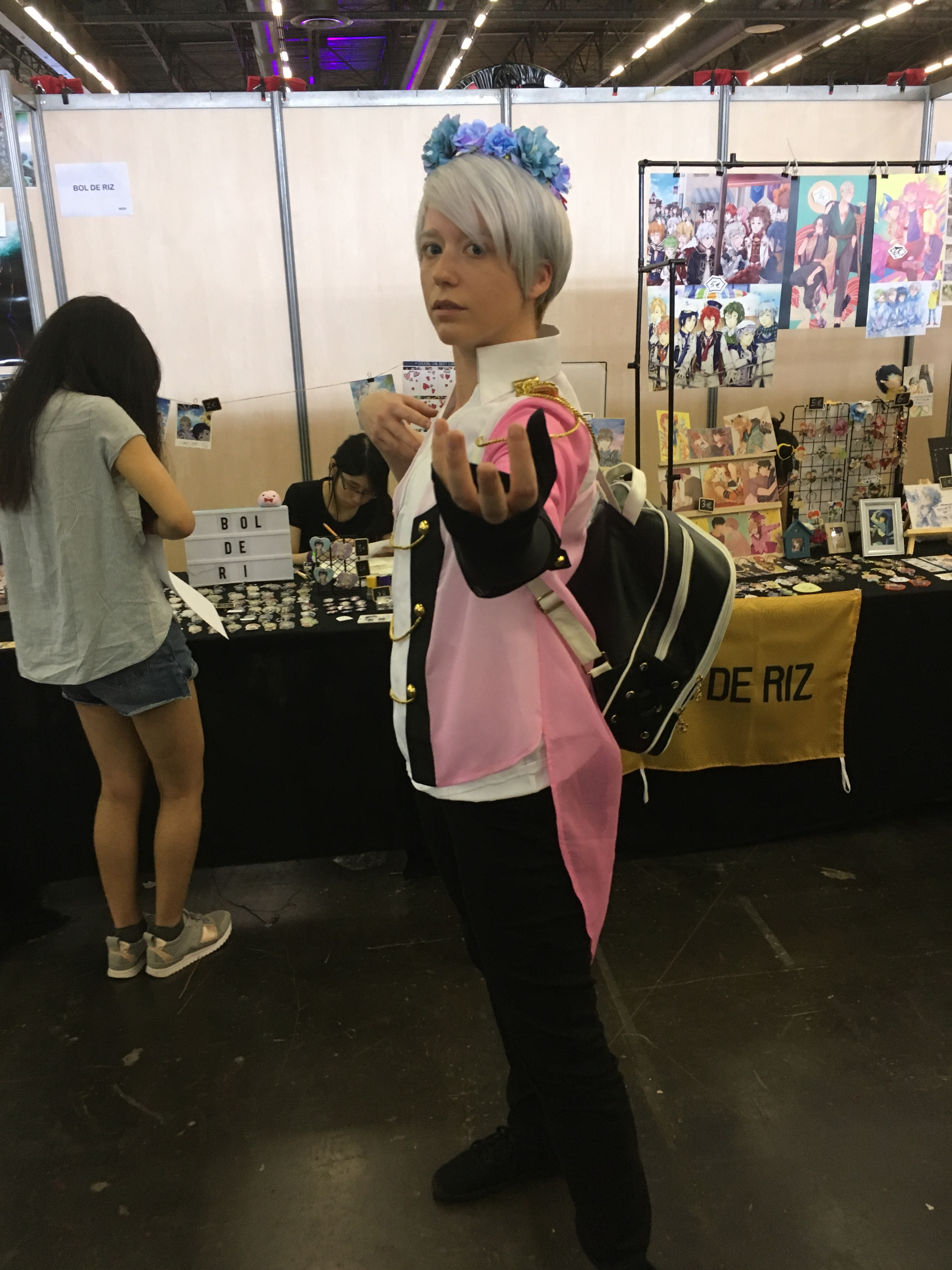
Cosplay de Victor Nikiforov, quintuple champion du monde de patinage artistique, entraîneur et idole de Yuri Katsuki.

L'histoire est centrée sur trois personnages : Yuri Katsuki, Victor Nikiforov et Yuri Plisetsky, tous patineurs internationaux. De nombreux autres personnages tiennent un rôle important, comme les membres de la famille des personnages principaux ou les autres patineurs que ceux-ci rencontrent au cours des différentes compétitions auxquelles ils participent.
Yuri Katsuki (勝生 勇利, Katsuki Yūri)
Le personnage principal, Yuri, est un patineur japonais de vingt-trois ans. Il est assez talentueux mais cède facilement à la pression, ce qui peut l'amener à commettre des erreurs aux moments cruciaux. Un an avant les événements de la série, malgré son très haut classement, il est arrivé en dernière place de sa première finale du Grand Prix. Enchaînant les défaites au cours de la même saison, il a décidé de mettre sa carrière en pause. En dépit d'avoir laissé de côté le milieu compétitif, il a continué à s'entraîner en imitant son idole Victor Nikiforov. Yuri revient dans sa ville natale Hasetsu et rend visite à son amie d'enfance Yuko, responsable de la patinoire locale, où il effectue parfaitement un des programmes d'entraînement de Victor alors qu'il est filmé à son insu par les filles de Yuko. La vidéo circule sur Internet et devient virale en l'espace de quelques heures, jusqu'à être visionnée par Victor qui choisit alors de devenir son entraîneur.
Yuri Plisetsky (ユーリ・プリセツキー, Yūri Purisetsukī)
Yuri est un patineur russe de quinze ans et coéquipier de Victor Nikiforov, trois fois médaillé d'or aux Championnats du monde junior. Sa petite stature et son physique lui ont valu le surnom de « fée russe », mais du fait de son caractère franc et de sa tendance à dire des grossièretés, il est aussi connu sous le surnom de « punk russe ». Arrivé en première place du circuit junior l'année de la défaite de Yuri Katsuki, il s'entraîne à présent pour le circuit senior. Au Japon, il est parfois appelé « Yurio » pour éviter la confusion entre les deux Yuri.
Victor Nikiforov (ヴィクトル・ニキフォロフ, Vikutoru Nikiforofu)
Victor est un patineur russe de vingt-sept ans et l'idole d'enfance de Yuri. Véritable légende du patinage artistique, Victor a remporté une multitude de championnats dans son adolescence, y compris sa cinquième médaille d'or consécutive du Grand Prix junior après une succession de victoires nationales et européennes. Au début de la série, il vient tout juste de remporter le championnat du monde pour la cinquième fois consécutive et approche l'âge de la retraite, ce qui pousse son public à s'interroger quant à sa carrière pour la saison à venir. Victor a pour but de surprendre avec ses programmes d'entraînement, mais il a perdu toute inspiration maintenant que le monde s'est habitué à son talent. Il remarque le potentiel de Yuri Katsuki grâce à une vidéo virale, ce qui semble lui avoir redonné de la motivation.

## Anime

### Série télévisée
La série Yuri!!! on Ice est annoncée pour la première fois en mars 2016 par le studio d'animation MAPPA, producteur de la série. Sayo Yamamoto, réalisatrice japonaise notamment à l'origine de l'adaptation en anime de Lupin III : Une femme nommée Fujiko Mine, ainsi que de la série d'animation Michiko to Hatchin, est annoncée à la réalisation,, tandis que Mitsurō Kubo, autrice des mangas Moteki et Shinjuku Fever!, et dont il s'agit de la première expérience dans l'animation, est annoncée au scénario,. Le studio MAPPA, alors principalement connu pour ses adaptations des mangas Ushio et Tora et Garo et du jeu de cartes Rage of Bahamut, annonce vouloir mettre en scène une version authentique du patinage artistique,. La première bande-annonce sort peu de temps après, présentant les personnages principaux et leurs interprètes : Yuri Katsuki, doublé par Toshiyuki Toyonaga, Victor Nikiforov, doublé par Jun'ichi Suwabe, et Yuri Plisetsky, doublé par Kōki Uchiyama. D'autres noms sont annoncés, comme celui de Tadashi Hiramatsu, en tant qu'animateur principal, ainsi que ceux de Keisuke Tominaga, Tarō Umebayashi et Taku Matsushiba, qui ont déjà travaillé avec le studio MAPPA pour l'anime Kids on the Slope, à la création musicale.
Plusieurs évènements promotionnels sont organisés à partir d'août 2016 pour révéler d'autres doubleurs et des éléments clés de l'intrigue, ainsi que les génériques d'ouverture et de fin, respectivement composés par Dean Fujioka et Wataru Hatano,.
La diffusion débute au Japon sur TV Asahi le 6 octobre 2016. La diffusion internationale est assurée par le service de simulcast Crunchyroll, qui annonce avoir ajouté Yuri!!! on Ice à son catalogue début octobre 2016. Une diffusion alternative est lancée le 24 octobre 2016 par la chaîne spécialisée Funimation, avec un doublage en anglais. Le douzième et dernier épisode est diffusé le 22 décembre 2016, accompagné d'un message laissant sous-entendre le retour des personnages dans un futur projet.
Une première sortie DVD et Blu-ray est prévue pour le 30 décembre 2016, sur un total de six. Le dernier set de DVD sort le 26 mai 2017. Une deuxième sortie DVD et Blu-ray a lieu le 24 septembre 2018 sous la forme d'un coffret regroupant l'intégralité des épisodes de la série, ainsi que plusieurs bonus dont l'original animation video Welcome to the Madness, qui met en scène le gala de victoire de Yuri Plisetsky, des commentaires audios et des versions exclusives des deux génériques.

### Musique
Le générique d'ouverture, History Maker (ja), est composé par Dean Fujioka, tandis que le générique de fin, You Only Live Once, est composé par Wataru Hatano. Chacun des deux morceaux est disponible à la vente en tant que single au Japon.
Le 21 décembre 2016, un album contenant vingt-quatre chansons originales de la série, utilisées lors des routines de patinage des différents personnages, et intitulé Oh! SkaTra!!! Yuri!!! on ICE (Oh! スケトラ!!! ユーリ!!! on ICE), est commercialisé. Un autre album, intitulé Yūtora/Yuri!!! on Ice Original Soundtrack Collection et sorti le 28 juin 2017, inclut les autres pistes musicales de l'anime, en dehors de celles jouées lors des scènes de patinage artistique.

### Doublage
Les personnages principaux Yuri Katsuki, Victor Nikiforov et Yuri Plisetsky sont respectivement doublés en version originale japonaise par Toshiyuki Toyonaga, Jun'ichi Suwabe et Kōki Uchiyama. Les comédiens de doublage s'impliquent également dans la promotion de l'anime en participant à des évènements promotionnels, ou, dans le cas de Toyonaga, en enregistrant le générique d'ouverture History Maker en duo avec Dean Fujioka,. Un évènement mettant en scène les différents doubleurs de la série, intitulé Yuri!!! on Stage, s'est déroulé en avril 2017 à Chiba. Les doubleurs principaux, mais aussi certains doubleurs de personnages secondaires comme Hiroki Yasumoto, interprète de Christophe Giacometti, ou Ayumu Murase, doubleur de Kenjirō Minami, jouent leurs rôles respectifs sur scène, dans une histoire courte au scénario original écrit par Kubo et Yamamoto. Pour la majorité des comédiens, il s'agit de leur première expérience de doublage pour un anime sportif, a fortiori un anime sur le patinage artistique, et, à l'instar de Wataru Hatano, compositeur du générique mais aussi interprète de Georgi Popovitch, ou de Kenji Nojima, doubleur du patineur coréen Lee Seun-gil, ils ont donc fait des recherches sur le sujet pour interpréter au mieux leurs personnages.
Le doublage anglais est assuré par Funimation, sous la direction de Sonny Strait, Bonny Clinkenbeard, Nagaris Johnson et Nathanael Harrison. Pour les rôles principaux, Josh Grelle double Yuri Katsuki, Jerry Jewell interprète Victor Nikiforov et Micah Solusod joue le rôle de Yuri Plisetsky.

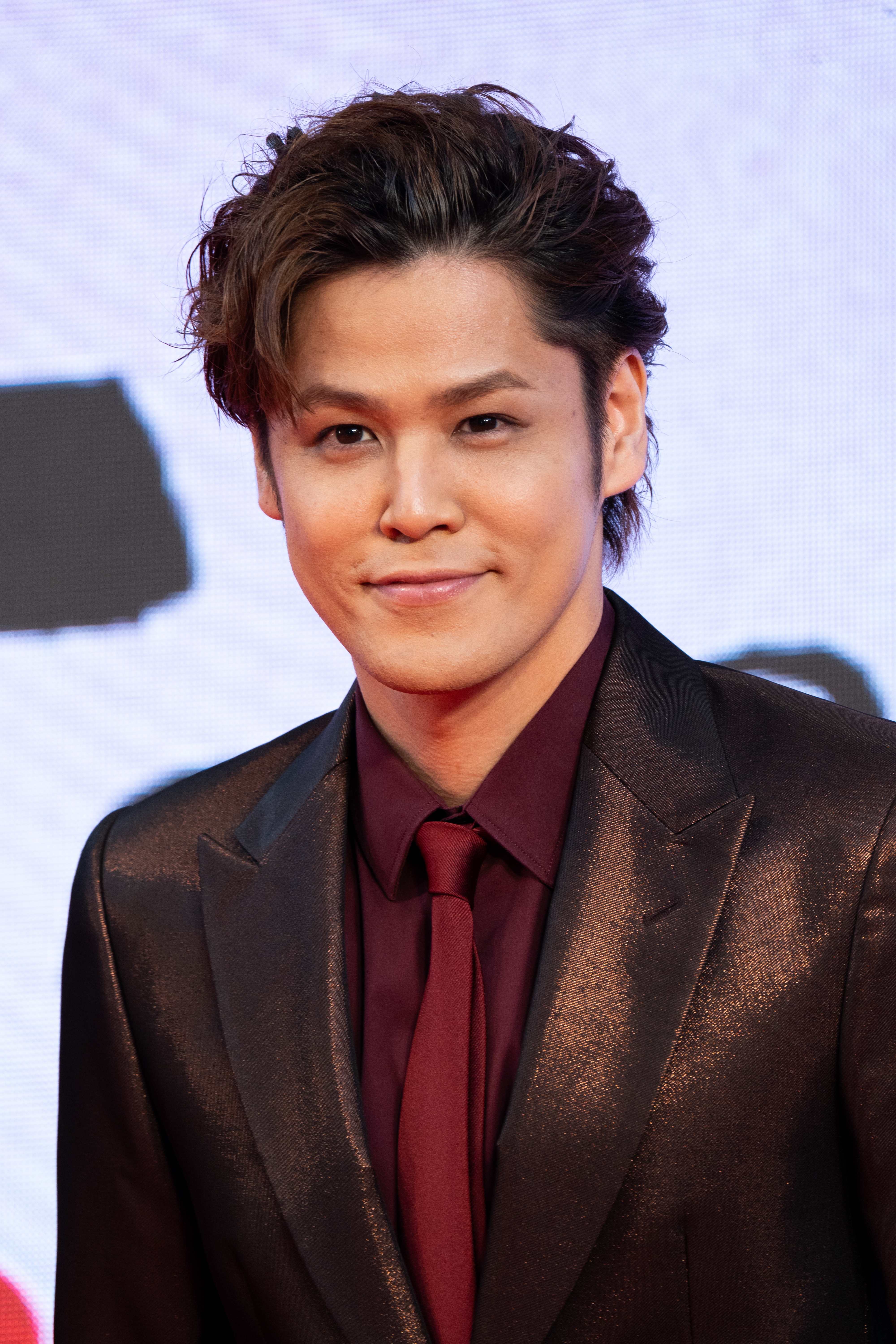
Mamoru Miyano, interprète japonais de Jean-Jacques Leroy.
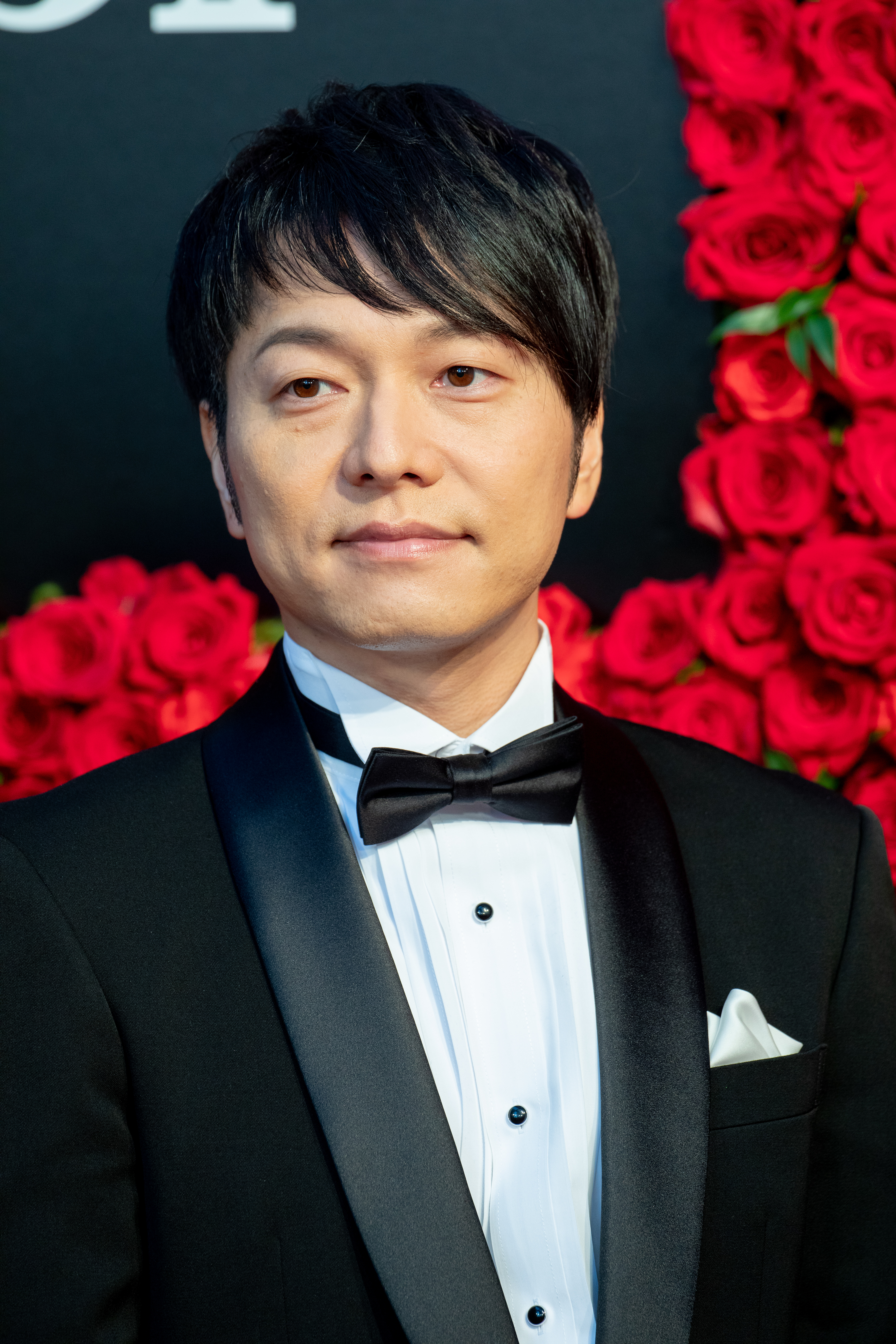
Kenji Nojima, interprète japonais de Lee Seung-gil.
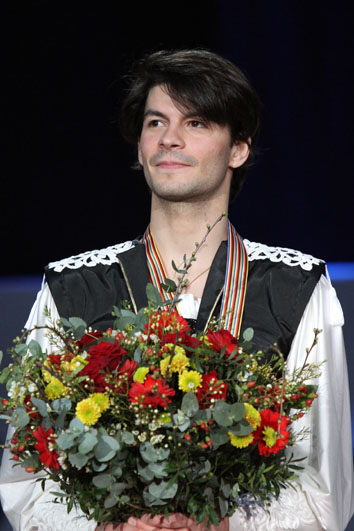
Stéphane Lambiel, double champion du monde de patinage artistique et interprète de son propre rôle dans la série.
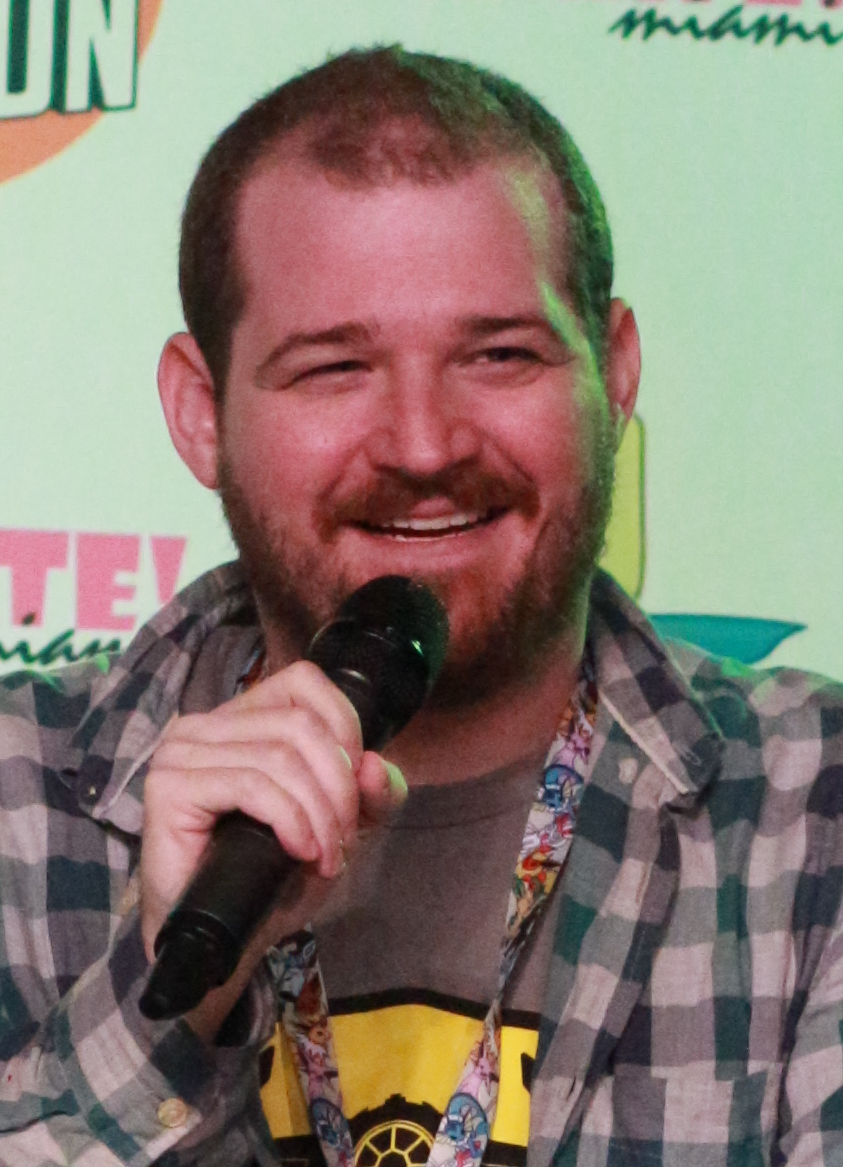
Josh Grelle, interprète de Yuri Katsuki en anglais.
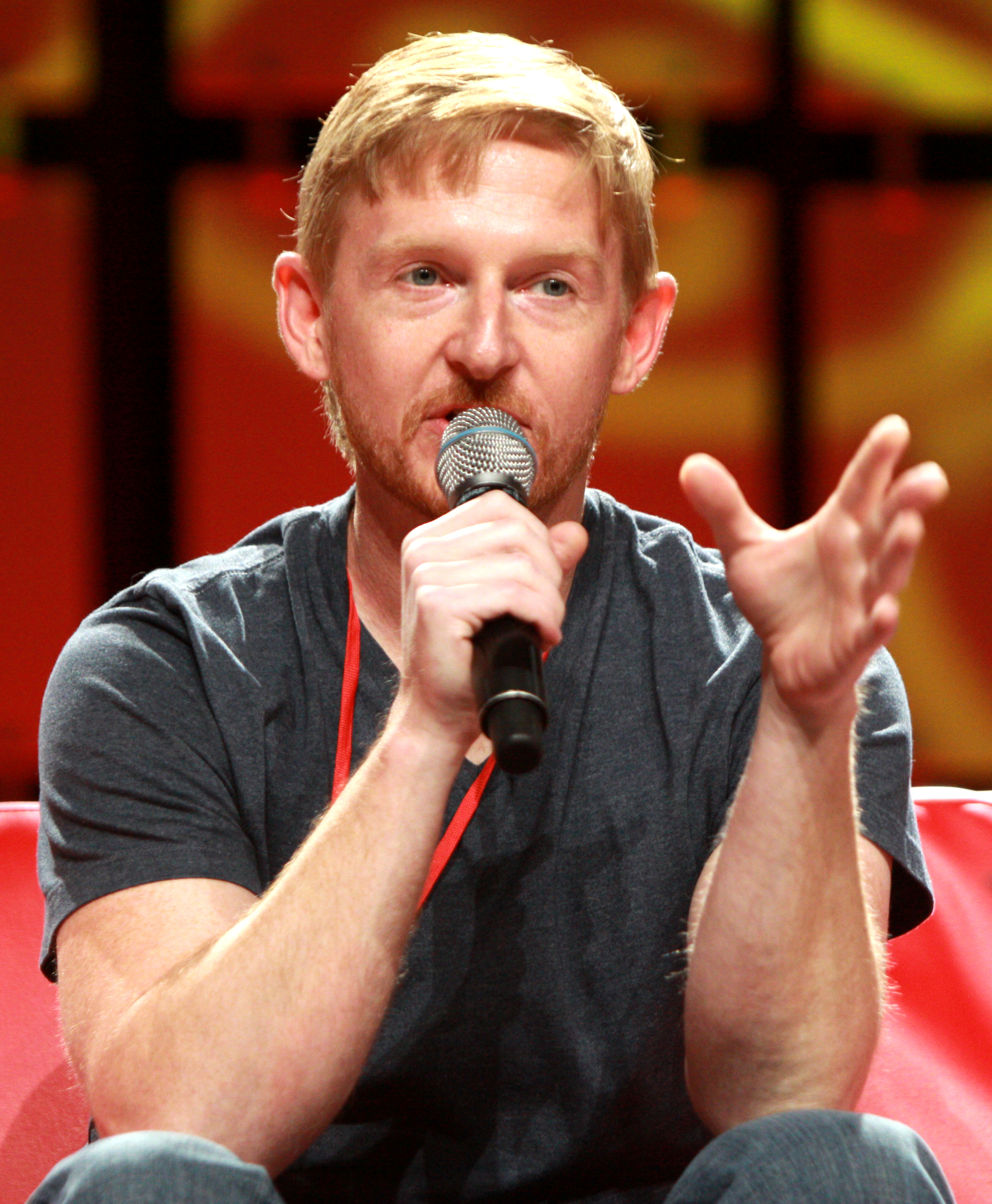
Jerry Jewell, interprète de Victor Nikiforov en anglais.
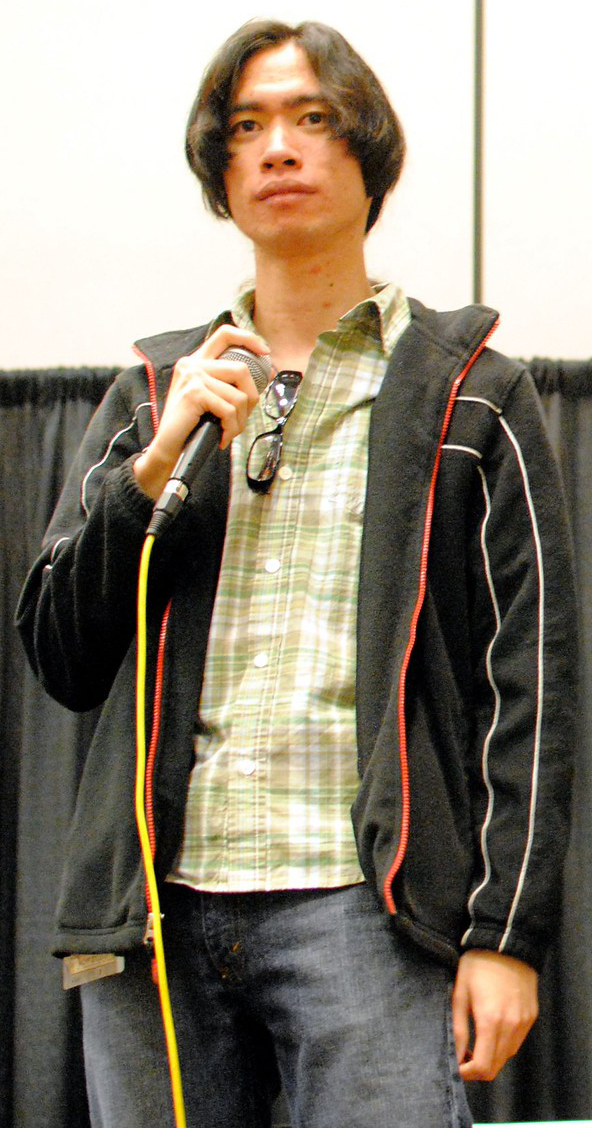
Micah Solusod, interprète de Yuri Plistesky en anglais.

## Conception

### Genèse du projet, équipe et développement

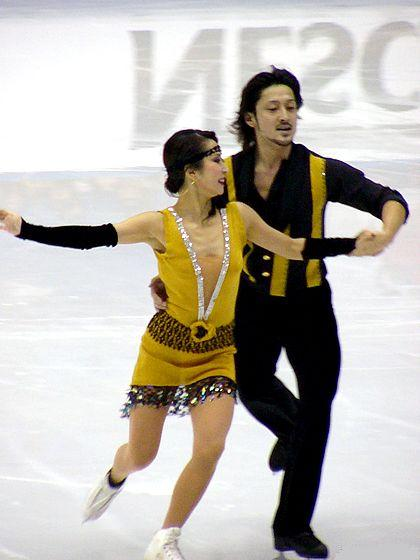
Kenji Miyamoto, à droite, chorégraphe de la série, ici en 2004.

L'idée d'un projet tournant autour du patinage artistique est apparue dès 2012 dans l'esprit de Sayo Yamamoto, réalisatrice japonaise déjà à l'origine des séries animées Lupin III : Une femme nommée Fujiko Mine, Michiko to Hatchin. Après avoir travaillé en 2014 avec le studio MAPPA sur le générique de fin de la série d'animation Rage of Bahamut: Genesis, elle reste en contact avec certains responsables du studio, qui se montrent intéressés à l'idée de travailler avec elle sur un projet de plus grande envergure.
Yamamoto est à l'origine en 2015 d'un court métrage, intitulé Endless Night, mettant en scène deux patineurs artistiques masculins, avec l'aide d'Atsushi Kamijō à la création des personnages et Kenji Miyamoto à la chorégraphie,. Souvent considéré comme étant le précurseur de Yuri on Ice, Endless Night raconte l'histoire d'un jeune patineur japonais admirant un autre patineur plus âgé et s'inspirant de lui pour ses chorégraphies et sa carrière. Présenté lors de la 28e semaine de la Japan Animator Expo, un évènement d'une année mettant en avant plusieurs figures montantes de l'animation japonaise par l'intermédiaire de courts-métrages, Endless Night est également l'occasion de la première rencontre de Yamamoto avec Kenji Miyamoto, patineur artistique plusieurs fois champion du Japon, chargé de la chorégraphie,. Ce n'est pas la première expérience de Yamamoto dans l'animation musicale puisqu'elle a déjà dirigé plusieurs épisodes de Samurai Champloo.
Fort du succès de ce court métrage, MAPPA cherche alors à concrétiser l'idée d'une série au scénario original, avec une équipe majoritairement féminine, pour toucher aussi un public féminin. Les producteurs contactent alors Yamamoto, qui leur communique son idée d'une série d'animation centrée autour du patinage artistique. Elle rencontre ensuite Mitsurō Kubo en 2014 à la suite d'une émission radio, alors qu'elle recherche une scénariste pour son projet. De plus, cette dernière partage sa passion pour le patinage,. Après une rencontre et un essai de conception de personnage, leur collaboration commence pour créer le premier anime sur le patinage artistique, aucun n'existant alors. Il est décidé très tôt dans le processus créatif que la série ferait douze épisodes, avec la finale du Grand Prix en tant que dernier épisode, et l'équipe fait le choix de concentrer l'action autour de patineurs masculins et non féminins. Tadashi Hiramatsu, l'animateur principal, est recruté directement par le duo Yamamoto-Kubo, qui estiment grandement son travail, puis Kenji Miyamoto, ancien patineur et chorégraphe ayant déjà travaillé avec Yamamoto, rejoint l'équipe.

### Inspirations
La ville natale de Yuri Katsuki, Hasetsu, est inspirée de la ville de Karatsu, dans la préfecture de Saga,. Plusieurs vues de la ville ont servi d'inspirations directes, comme son château, sa gare, ses ponts, ses plages ou ses salles d'arcade. D'autres lieux de la série sont des représentations fidèles de bâtiments réels, comme le centre de patinage artistique Iceberg, à Sotchi, où se déroule la finale du Grand Prix, ou le gymnase olympique de Yoyogi.
Les personnages principaux sont également inspirés de patineurs existants. Yuri Katsuki est inspiré du patineur artistique japonais Yuzuru Hanyu, en ce qui concerne leur jeune âge et leur nationalité, mais également la composition de leur chorégraphie : celle de Yuri reprend exactement les sauts de Hanyu lors de sa saison de 2015,. Hanyu dit s'être lui aussi inspiré des chorégraphies d'un patineur russe plus âgé, Evgeni Plushenko, quand il était plus jeune, et avoir cherché à les recréer à la perfection, démarche qui le rapproche à nouveau de Yuri Katsuki,. De plus, Mitsurō Kubo, la scénariste et conceptrice des personnages, déclare s'être inspirée de Tatsuki Machida, un autre jeune patineur artistique japonais, et de sa carrière pour créer le personnage de Yuri K. En effet, les performances de Machida ont encouragé un patineur à la retraite, le suisse Stéphane Lambiel, à devenir son entraîneur. Kubo explique enfin avoir basé le personnage de Victor sur les éléments de la vie de plusieurs autres patineurs, comme Johnny Weir, triple champion des États-Unis, ou Evgeni Plushenko,,. Kubo a l'idée du physique de Victor après avoir assisté à une représentation de Hedwig and the Angry Inch, et s'inspire du cinéaste américain John Cameron Mitchell pour sa coiffure.
Plusieurs costumes et accessoires de Victor sont directement inspirés de ceux du patineur Johnny Weir, notamment sa couronne de fleurs,. D'autres objets, comme la boîte à mouchoirs à l'effigie de Winnie l'ourson de Yuzuru Hanyu, ont également servi d'inspiration pour certains détails de l'histoire, comme la boîte de mouchoirs en forme de caniche qu'utilisent Victor et Yuri K.
Les patineurs plus secondaires sont aussi conçus à partir de patineurs existants. Ainsi, Otabek Altin, jeune patineur kazakh timide et ami de Yuri Plisetsky, tire son inspiration de Denis Ten, lui aussi jeune patineur kazakh ayant déménagé en Russie, et premier de son pays à remporter une compétition internationale,. Yamamoto dit avoir aussi puisé dans les costumes folkloriques d'Asie centrale pour concevoir la tenue d'Otabek, afin de créer une atmosphère rappelant le Kazakhstan. Pour le costume très coloré du patineur coréen Lee Seun-gil, Yamamoto s'est inspiré d'un costume du patineur japonais Takeshi Honda, qui souhaitait attirer l'attention des juges. Le jeune patineur thaï Phichit Chulanont, coéquipier de Yuri K., est quant à lui inspiré de Michael Christian Martinez, premier patineur artistique à représenter l'Asie du Sud-Est aux jeux olympiques d'hiver à Sotchi en 2014.

### Composition des musiques, des chorégraphies et des bruitages

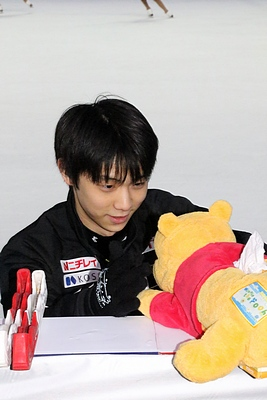
Le patineur japonais Yuzuru Hanyu et sa boîte de mouchoirs Winnie l'ourson, qui ont servi d'inspirations à Yuri K. et sa boîte de mouchoirs en forme de caniche.

Chaque chorégraphie des différents patineurs a été composée en relation avec leur personnalité. Comme, au début de la série, Yuri K. est timide et réservé, cela se ressent dans sa manière de patiner. Cela évolue à mesure qu'il prend confiance en lui, qu'il apprend aux côtés de Victor et qu'il patine au rythme d'une musique plus sensuelle. Inversement, la maturité croissante de Yuri P. est mise en avant à travers ses musiques lentes, délicates et éthérées, qui contrastent avec sa personnalité explosive du début de la série. La chorégraphie de Jean-Jacques Leroy, patineur canadien très sûr de lui, se veut prémonitoire, le couronnant roi. La performance de Christophe Giacometti, patineur suisse et rival de Yuri Katsuki, se veut elle aussi sexuelle et aguicheuse, pour correspondre à la personnalité du personnage. Miyamoto déclare également vouloir dresser un parallèle avec la chorégraphie de Yuri K., pour symboliser la rivalité entre eux. D'autres types d'amour sont également représentés à travers les chorégraphies, comme l'amour fraternel, dans celle du patineur italien Michele Crispino, que Miyamoto représente comme un chevalier en armure.
Miyamoto s'inspire également des origines des personnages pour créer les chorégraphies des patineurs. Pour Otabek Altin, originaire du Kazakhstan, Miyamoto a imaginé une vague déferlante de pas, rappelant ses origines d'Asie centrale, tout en lui donnant une attitude de meneur. Leo de la Iglesia, originaire de Brooklyn, a ainsi une chorégraphie proche des danses de hip-hop. Enfin, la chorégraphie de Phichit Chulanont, patineur thaïlandais, ainsi que sa tenue et la musique sur laquelle il patine, sont un hommage à son pays, qu'il est très fier de représenter lors d'une compétition officielle.
Pour l'animation des chorégraphies des personnages, chaque paramètre physique est pris en compte par Tadashi Hiramatsu, le responsable de la conception des personnages. La rotation des personnages, l'impact de la force centrifuge, l'inertie du personnage, sa masse, sont pris en compte pour la conception des chorégraphies. Aucun patineur professionnel n'a servi de modèle identique pour les chorégraphies, les animateurs déclarant travailler « à la manière d'un peintre », observant les modèles et dessinant leurs mouvements. Pour les personnages des deux Yuri, Kenji Miyamoto, le chorégraphe, déclare s'inspirer de plusieurs oiseaux, spécifiquement du paon et du faisan versicolore. C'est un modèle féminin qui a servi de modèle pour Yuri P. Pour Victor, Miyamoto l'a conçu comme une statue de marbre qui patinerait. Pour Yuri K., Miyamoto a imaginé qu'il souhaitait plaire à quelqu'un[Pas dans la source], et a voulu que sa manière de patiner le transmette. Il s'est inspiré des mouvements de mammifères longilignes pour traduire cela par le patinage, en plus de ses efforts. Enfin, Miyamoto estime que le personnage le plus difficile à chorégraphier est Jean-Jacques Leroy, car celui-ci ne cherche à imiter personne, mais au contraire à créer son propre style, ce qui a été difficile à reproduire pour Miyamoto.
Concernant les bruitages, chaque effet sonore utilisé a été changé selon le stade dans lequel il était censé se produire, pour correspondre à la taille des bâtiments et aux capacités d'accueil des différentes installations. Chaque son de patinage utilisé est enregistré par Kenji Miyamoto, patineur et chorégraphe de la série, pour qu'il soit parfaitement adapté à la situation montrée à l'écran. Aucun son provenant d'une banque d'archives n'a été utilisé, à cause des sons parasites issus soit du public, soit de la musique utilisée par le patineur.
Miyamoto a également recours à l'animation pour utiliser des angles et des mouvements de caméra impossibles à obtenir lors de vraies représentations de patinage artistique, et en tire des plans inédits pour capter l'expression des patineurs en pleine chorégraphie. Pour obtenir ces résultats, cinq à six caméras ont filmé les modèles, dont Miyamoto, avant que les animateurs prennent le relais. C'est une animation à la main traditionnelle qui est choisie, pour accentuer les expressions des personnages et le réalisme.

## Accueil

### Critiques

#### Critiques de la presse
Yuri!!! on Ice reçoit une large majorité de critiques positives de la part des professionnels du milieu du patinage artistique comme des critiques audiovisuels. La majorité des journalistes du site spécialisé Anime News Network s'accordent pour le placer en tête du classement des séries d'animation de la fin de l'année 2016, louant notamment l'animation, l'écriture des personnages et les thèmes abordés par l'œuvre. Rose Bridges, rédactrice pour ce site, apprécie notamment que Yuri!!! on Ice, en proposant une représentation fidèle des problèmes de santé mentale et une vision positive des relations amoureuses homosexuelles, soit plus qu'un anime de sport. Pour James Beckett, lui aussi rédacteur pour Anime News Network, tant l'écriture des personnages, jugés « très attachants », que le scénario, le sous-texte romantique et l'animation « luxuriante » sont une réussite. Eleanor Bley Griffiths, journaliste au magazine culturel britannique Radio Times, considère que Yuri on Ice est le meilleur anime de l'année, citant notamment l'animation « somptueuse » et un « très beau récit initiatique » comme des atouts de la série. Morgane Tual, journaliste pour le quotidien français Le Monde, estime que la série est à mi-chemin entre la romance et un dessin animé sportif, sans aucun des défauts des deux genres.
La qualité de la réalisation de Yuri!!! on Ice et la diversité de ses personnages sont également appréciées. Pour Ian Wolf, journaliste spécialisé dans l'animation japonaise, la variété des personnages est l'une des plus grandes forces de la série. Brandon Teteruck félicite quant à lui les créateurs de la série pour la diversité culturelle présente dans l'œuvre. De son point de vue, « Yamamoto ne caractérise pas les patineurs étrangers comme des stéréotypes ethniques, créant au contraire une œuvre multiculturelle, prônant la diversité et l'acceptation culturelle ». Teteruck apprécie en outre l'inclusion de références à l'histoire des pays des patineurs, comme dans la routine du patineur thaïlandais Phichit Chulanont qui évoque la comédie musicale Le Roi et moi, interdite de représentation en Thaïlande. La relation homosexuelle entre Yuri K. et Victor est également très bien reçue par la critique, tout comme la représentation des crises d'angoisse de Yuri K., décrit comme un exemple parfait de narrateur non fiable. Yuri P., quant à lui, est cité par James Beckett comme l'un des meilleurs personnages de l'année 2016. Un troisième rédacteur pour Anime News Network, Kevin Cirugeda, considère que l'animation de Yuri!!! on Ice compte « parmi les meilleures de la fin de l'année 2016 », en particulier les séquences de patinage artistique. Il félicite les animateurs pour avoir réussi à apporter un vent de fraîcheur à l'animation japonaise, tout en rendant hommage à d'anciennes productions, comme FLCL. La critique est également convaincue par la musique de la série. Ian Wolf apprécie particulièrement le générique d'ouverture, History Maker, son utilisation d'instruments peu conventionnels comme le xylophone, et le rythme de la chanson, permettant un rendu proche de celui d'une valse sur glace. Cet avis est partagé par quatre rédacteurs du site spécialisé Anime News Network, pour qui History Maker est le meilleur générique de l'année 2016. Anne Lauenroth loue l'aspect féérique du générique, Theron Martin son animation, Rose Bridges et Amy McNulty son aspect musical et le message positif renvoyé par ses paroles.
Du côté des critiques négatives, Cecilia D'Anastasio, rédactrice pour le site spécialisé Kotaku, déplore le caractère répétitif du scénario et, au contraire des autres critiques, se dit déçue par la qualité de l'animation.

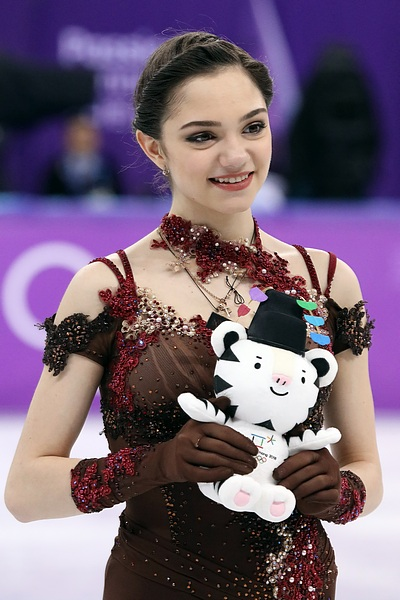
Ievguenia Medvedeva, patineuse artistique russe, qui a exprimé son attachement à la série.

#### Réception dans le milieu du patinage artistique et de la pression dans le milieu sportif
Parmi les patineurs artistiques, Johnny Weir, Ievguenia Medvedeva, Denis Ten, Evgeni Plushenko, Ryūichi Kihara, Michael Christian Martinez et Adam Rippon font un accueil très favorable à Yuri on Ice,,,,. Johnny Weir, un patineur américain trois fois champion des États-Unis et plusieurs fois médaillé de bronze aux championnats du monde, dont les costumes ont servi d'inspiration à ceux de Victor, se réjouit de l'attention portée aux détails, que ce soient les hôtels représentés, identiques à de véritables hôtels où ont logé les patineurs lors de compétitions passées, les références aux sponsors réguliers des évènements de patinage, ou les difficultés de vision que peuvent avoir les patineurs sur la glace à cause des reflets. Weir loue également la précision avec laquelle les chorégraphies masculines et la notation des performances sont dépeintes, spécifiquement au regard de la tendance du patinage artistique masculin de la fin des années 2010.
La justesse du traitement de la santé mentale par la série est également l'une des raisons soulevées pour expliquer sa popularité,,. Le réalisme avec lequel la gestion de la pression par des sportifs de haut niveau et la progression dans l'acceptation et le dépassement de soi sont dépeintes est loué par plusieurs critiques et sites spécialisés, qui estiment a posteriori que Yuri on Ice offre l'une des meilleures représentations de la gestion d'une dépression,.

#### Représentation de l'homosexualité masculine
La manière dont Yuri!!! on Ice représente l'homosexualité masculine à travers la relation amoureuse entre Yuri K. et Victor reçoit un très bon accueil critique,. Plusieurs scènes romantiques, comme celle du baiser ou celle de l'échange des anneaux, sont citées par la critique parmi les moments les plus marquants et touchants de l'anime,. L'échange des anneaux est la première scène de fiançailles explicite entre deux hommes de l'histoire de l'animation japonaise, fait d'autant plus marquant que le mariage homosexuel n'est pas possible au Japon lorsque la série est diffusée, et d'autant plus exceptionnel qu'il s'agit des fiançailles d'un Japonais et d'un Russe. Yuri!!! on Ice est par ailleurs régulièrement cité comme un bon exemple de représentation positive de l'homosexualité dans les médias, de surcroît dans l'animation japonaise,,,. Particulièrement bien reçu par le public LGBT à travers le monde, Yuri!!! on Ice est salué par la communauté queer, qui trouve dans la série animée et dans les différentes communautés de fans un espace où s’exprimer librement sans craindre de jugement, de discrimination ou de harcèlement. L'aspect idéalisé de la relation entre Victor et Yuri, ayant lieu dans un monde dénué d'homophobie, est également salué par le public LGBT,.
Yuri!!! on Ice se détache également des codes des représentations traditionnelles des relations homosexuelles dans l'animation japonaise. Bien qu'il emprunte quelques codes classiques du genre du boy's love — un genre d'œuvres de fiction japonaises centré sur les relations sentimentales et sexuelles de personnages masculins —,, comme la relation d'âmes sœurs entre Yuri K. et Victor, il s'en écarte drastiquement dans la représentation de cette relation, notamment par l'absence de dynamique seme et uke. Pour cette raison, bien que traitant largement de thèmes LGBT+, Yuri!!! on Ice est rarement considéré comme un yaoi,,,.

### Ventes
Yuri!!! on Ice bénéficie de bons retours commerciaux. Il s'agit de la deuxième franchise japonaise la plus lucrative à l'issue du premier semestre de l'année 2017, surpassée uniquement par One Piece et rapportant 3 262 936 824 yens en comptant seulement les ventes de DVD, Blu-Ray et CD. Au Japon, les DVD et Blu-Ray sont d'abord sortis en plusieurs volumes, six au total, qui chacun se sont placés en tête des ventes lors de leur sortie. Le premier volume, sorti le 30 décembre 2016, reste en tête du classement hebdomadaire des ventes établi par la société japonaise Oricon durant deux semaines et atteint la deuxième place du classement de vente général,. À l'issue de cette première semaine, 35 453 Blu-Ray et 15 425 DVD ont été écoulés. Le deuxième coffret, lui aussi, reste en tête des ventes de DVD et Blu-Ray pendant deux semaines,, et le troisième coffret après lui,. Le quatrième coffret n'est resté en tête du classement des ventes que la semaine de sa sortie,, tandis que le cinquième y reste deux semaines à nouveau,. La publicité autour du sixième et dernier coffret a été plus importante, axée sur les bonus disponibles dans celui-ci, notamment une scène exclusive du gala de fermeture du Grand Prix mettant en scène Yuri P. et Otabek, mais aussi des commentaires audios, un livre de coloriage et des vidéos du chorégraphe de la série. Ce dernier coffret se hisse à son tour en tête du classement Oricon des ventes la semaine de sa sortie,. Lors d'un classement des meilleures ventes de l'année 2017, les six coffrets Yuri!!! on Ice sont présents dans le top 50.
Pour la première moitié de l'année fiscale 2017, Yuri!!! on Ice se hisse en tête du classement des ventes de Blu-Ray et DVD, avec 406 328 DVD et Blu-Ray vendus au total sur cette période. À la fin de l'année 2017, Yuri on Ice se place à la huitième place du classement des franchises les plus rentables au Japon, rapportant 3 686 669 100 yens de recettes en comptant seulement les ventes de DVD, Blu-Ray et CD, derrière des franchises comme One Piece, L'Attaque des Titans, Tokyo Ghoul ou The Idolmaster, qui bénéficient toutes de ventes de mangas.
Lors de la première semaine de commercialisation de l'album Oh! SkaTra!!! Yuri!!! on ICE, qui compile vingt-quatre titres issus de la série, celui-ci se place en tête des ventes en ligne et troisième dans le classement des ventes de CD, avec 44 935 copies vendues selon le récapitulatif hebdomadaire des ventes publié par Oricon. Pour la première moitié de l'année fiscale 2017, l'album se place en tête du classement des ventes de CD, avec 76 441 copies écoulées au total. À la fin de l'année 2017, il se trouve à la quatrième place des albums les mieux vendus de l'année, tandis que Yūtora/Yuri!!! on Ice Original Soundtrack Collection, qui rassemble les différentes musiques de l'anime à l'exclusion des morceaux utilisés lors des scènes de patinage artistique, se place à la trentième place, avec 28 984 exemplaires vendus.

### Prix et récompenses
Yuri!!! on Ice obtient plusieurs nominations et récompenses du monde de l'animation japonaise. Elle est notamment mise à l'honneur lors de la première édition des Crunchyroll Anime Awards en janvier 2017, où elle remporte les sept prix pour lesquels elle était en lice au titre de l'année 2016 : « Animé de l'année », « Meilleur personnage masculin », « Meilleure animation », « Meilleur générique d'ouverture », « Meilleur générique de fin », « Scène la plus réconfortante » et « Meilleur couple »,. Ce carton plein fait réagir certains internautes sur les réseaux sociaux, qui accusent les fans de la série d'avoir truqué le vote, bien que Crunchyroll assure le bon déroulement de la cérémonie. En janvier 2017 également, le site web spécialisé dans le divertissement et le jeu vidéo IGN nomme Yuri!!! on Ice dans la catégorie « Meilleur animé de l'année 2016 », mais attribue le prix final à la série Erased. Le site décerne néanmoins le prix de « Meilleur générique d'ouverture » de l'année 2016 au titre History Maker, composé par Dean Fujioka. En février 2017, lors de la seizième édition des Tokyo Anime Awards, qui sont remis lors du Tokyo Anime Awards Festival pour récompenser les différents pans de l'animation, Yuri!!! on Ice remporte les trois prix pour lesquels il était nommé au titre de l'année 2016, à savoir « Animé de l'année », « Meilleure animateur » pour Tadashi Hiramatsu, et le « Prix du public ». Lors de l'édition de 2018, il remporte à nouveau le « Prix du public ». Les comédiens de doublage de Yuri!!! on Ice reçoivent quant à eux plusieurs prix : Jun'ichi Suwabe et Toshiyuki Toyonaga, respectivement interprètes de Victor et Yuri Katsuki, sont tous deux récompensés par un Seiyu Award, et le premier reçoit aussi un Anime Grand Prix.
Yuri!!! on Ice est également récompensé par le gouvernement japonais. En juin 2017, lors de la neuvième cérémonie des Japan Character Awards, chapeautée par le ministère japonais de l'Économie, du Commerce et de l'Industrie, Yuri!!! on Ice décroche le prix de la « Nouveauté de l'année ». Ce prix récompense les marques et les personnages japonais ayant le plus rapporté au Japon lors de l'année fiscale précédente.
La série reçoit également des récompenses à l'étranger. En France, le magazine spécialisé AnimeLand lui décerne le prix du « Meilleur générique » de l'année 2016 ainsi que le prix des lecteurs. Yuri!!! on Ice remporte en outre le prix du « Meilleur simulcast » aux Japan Expo Awards de l'année 2017, une cérémonie française destinée à récompenser le meilleur du manga et de l'animation japonaise,, en présence de la réalisatrice Sayo Yamamoto et de la dessinatrice Mitsurō Kubo,. L'édition de l'année suivante lui remet à nouveau deux prix, dont celui du « Meilleur scénario ». Le Saló del Manga de Barcelona décerne également à Yuri!!! on Ice le prix de « Meilleur animé diffusé en Espagne de l'année » lors de son évènement annuel en 2017.
| Année                              | Prix                                            | Catégorie                                                    | Nommé                                          | Résultat   | Ref.    |
| ---------------------------------- | ----------------------------------------------- | ------------------------------------------------------------ | ---------------------------------------------- | ---------- | ------- |
| 2017                               | Crunchyroll Anime Awards                        | Animé de l'année                                             | Yuri!!! on Ice                                 | Lauréat    | [ 108 ] |
| Meilleur personnage masculin       | Crunchyroll Anime Awards                        | Yuri Katsuki                                                 |                                                | Lauréat    | [ 108 ] |
| Meilleur couple                    | Crunchyroll Anime Awards                        | Victor Nikiforov et Yuri Katsuki                             |                                                | Lauréat    | [ 108 ] |
| Scène la plus réconfortante        | Crunchyroll Anime Awards                        | Le Baiser, épisode 7.                                        |                                                | Lauréat    | [ 108 ] |
| Meilleure animation                | Crunchyroll Anime Awards                        | Yuri!!! on Ice                                               |                                                | Lauréat    | [ 108 ] |
| Meilleur générique d'ouverture     | Crunchyroll Anime Awards                        | History Maker (ja), par Dean Fujioka                         |                                                | Lauréat    | [ 108 ] |
| Meilleure générique de fin         | Crunchyroll Anime Awards                        | You Only Live Once, par Wataru Hatano                        |                                                | Lauréat    | [ 108 ] |
| IGN Awards                         | Meilleur animé de l'année                       | Yuri!!! on Ice                                               | Nomination                                     | ,          |         |
| IGN Awards                         | Meilleur générique d'ouverture                  | History Maker, par Dean Fujioka                              | Lauréat                                        | ,          |         |
| Tokyo Anime Awards                 | Animé de l'année                                | Yuri!!! on Ice                                               | Lauréat                                        | ,          |         |
| Tokyo Anime Awards                 | Meilleur animateur                              | Tadashi Hiramatsu                                            | Lauréat                                        | ,          |         |
| Tokyo Anime Awards                 | Prix du public                                  | Yuri!!! on Ice                                               | Lauréat                                        | ,          |         |
| Anime & Manga Grand Prix           | Prix du public                                  | Yuri!!! on Ice                                               | Lauréat                                        | [ 117 ]    |         |
| Anime & Manga Grand Prix           | Meilleur générique d'ouverture                  | History Maker, par Dean Fujioka                              | Lauréat                                        | [ 117 ]    |         |
| Japan Expo Awards                  | Animé de l'année                                | Yuri!!! on Ice                                               | Nomination                                     | ,          |         |
| Japan Expo Awards                  | Meilleur animé diffusé en simulcast             | Yuri!!! on Ice                                               | Lauréat                                        | ,          |         |
| Anime Grand Prix                   | Grand Prix de l'animation                       | Yuri!!! on Ice                                               | Nomination                                     | [ 125 ]    |         |
| Anime Grand Prix                   | Meilleur personnage masculin                    | Victor Kikiforov                                             | Lauréat                                        | [ 125 ]    |         |
| Anime Grand Prix                   | Meilleur personnage masculin                    | Yuri Katsuki                                                 | 7e place                                       | [ 125 ]    |         |
| Anime Grand Prix                   | Meilleur personnage masculin                    | Yuri Plisetki                                                | 9e place                                       | [ 125 ]    |         |
| Anime Grand Prix                   | Meilleur générique d'ouverture                  | History Maker, par Dean Fujioka                              | Lauréat                                        | [ 125 ]    |         |
| Anime Grand Prix                   | Meilleur doubleur                               | Jun'ichi Suwabe                                              | Lauréat                                        | [ 125 ]    |         |
| Newtype Anime Awards               | Meilleure série d'animation de l'année          | Yuri!!! on Ice                                               | 6e place                                       | [ 126 ]    |         |
| Newtype Anime Awards               | Meilleur réalisateur                            | Sayo Yamamoto                                                | 6e place                                       | [ 126 ]    |         |
| Newtype Anime Awards               | Meilleur scénario                               | Sayo Yamamoto et Mitsurō Kubo                                | 6e place                                       | [ 126 ]    |         |
| Newtype Anime Awards               | Meilleur personnage masculin                    | Victor Nikiforov                                             | 4e place                                       | [ 126 ]    |         |
| Newtype Anime Awards               | Meilleur personnage masculin                    | Yuri Katsuki                                                 | 6e place                                       | [ 126 ]    |         |
| Newtype Anime Awards               | Meilleur design de personnage                   | Tadashi Hiramatsu et Mitsurō Kubo                            | 6e place                                       | [ 126 ]    |         |
| Newtype Anime Awards               | Meilleur générique d'ouverture                  | History Maker, par Dean Fujioka                              | 3e place                                       | [ 126 ]    |         |
| Newtype Anime Awards               | Meilleure bande-son                             | Yuri!!! on Ice                                               | 4e place                                       | [ 126 ]    |         |
| Newtype Anime Awards               | Meilleure mascotte                              | Makkachin                                                    | 3e place                                       | [ 126 ]    |         |
| Saló del Manga de Barcelona Awards | Meilleure série d'animation diffusée en Espagne | Yuri!!! on Ice                                               | Lauréat                                        | [ 123 ]    |         |
| 2018                               | Asian Television Awards                         | Yuri!!! on Ice                                               | Meilleure série d'animation en deux dimensions | Nomination | [ 127 ] |
| Tokyo Anime Awards                 | Prix du public                                  | Yuri!!! on Ice                                               | Lauréat                                        | [ 114 ]    |         |
| Seiyu Awards                       | Meilleur doubleur dans un rôle principal        | Toshiyuki Toyonaga, pour son interprétation de Yuri Katsuki  | Lauréat                                        | [ 115 ]    |         |
| Seiyu Awards                       | Meilleur doubleur dans un rôle secondaire       | Jun'ichi Suwabe, pour son interprétation de Victor Nikiforov | Lauréat                                        | [ 115 ]    |         |
| Japan Expo Awards                  | Animé de l'année                                | Yuri!!! on Ice                                               | Nomination                                     | [ 122 ]    |         |
| Japan Expo Awards                  | Meilleure série basée sur un scénario original  | Yuri!!! on Ice                                               | Lauréat                                        | [ 122 ]    |         |
| Japan Expo Awards                  | Meilleur scénario                               | Sayo Yamamoto et Mitsurō Kubo                                | Lauréat                                        | [ 122 ]    |         |
| Japan Expo Awards                  | Meilleure bande-son                             | Tarō Umebayashi et Taku Matsushiba                           | Nomination                                     | [ 122 ]    |         |

## Produits dérivés

### Manga etoriginal animation video
Un manga dérivé de la série principale, intitulé Yuri on Ice Side Story: Welcome to The Madness, paraît le 27 mai 2017 en complément du premier coffret Blu-Ray sorti au Japon. Ce hors-série raconte la conception et l'exécution du numéro de Yuri Plisetsky pour le gala de clôture du Grand Prix, après la finale. Aidé par son ami Otabek Altin, un patineur kazakh lui aussi finaliste du Grand Prix, il cherche à chorégraphier sa performance. La version animée de ce numéro est disponible en tant que bonus dans le coffret Blu-Ray sorti en Occident sous la forme d'un OAV.

### Film d'animation
La production d'un film d'animation dérivé de la série principale, mais doté d'un scénario original, est annoncée le 29 avril 2017. Son titre, Yuri on Ice the Movie: Ice Adolescence (Yūri!!! on Ice Gekijō-ban: Ice Adolescence), est ensuite dévoilé en juillet 2018 lors d'un concert-évènement où sont jouées les musiques de la série. L'équipe de production du film est annoncée en même temps : le duo Yamamoto-Kubo fait son retour à la direction, au scénario et à la conception des personnages, Tarō Umebayashi et Taku Matsushiba sont chargés de la conception sonore et le studio MAPPA est responsable de l'animation.

Stand de l'édition 2017 de la Japan Expo proposant différents produits dérivés de la série, visibles sur le panneau central en arrière-plan, ainsi que sur la première ligne de la grille au premier plan.

La sortie du film est initialement prévue en 2019, mais elle est repoussée en septembre sans qu'une nouvelle date soit annoncée. En 2020, elle est de nouveau reportée en raison du confinement lié à la pandémie de Covid-19 au Japon, mais une bande annonce est diffusée en novembre, où un jeune Victor Nikiforov, âgé de 17 ans, fait sa première apparition dans une compétition olympique.
Le 19 avril 2024, le studio MAPPA annonce finalement l'arrêt de la production du film et son annulation pour « diverses circonstances »,.

### Autres produits
De très nombreux accessoires et marchandises dérivés des personnages de Yuri on Ice ont été commercialisés depuis la diffusion de la série. Parmi les plus marquants se trouvent des figurines, des dakimakuras,, des livres de partitions, des purikuras, des sacoches, des cartes postales, des pochettes transparentes, des portes-clés, des vêtements,, des serviettes de bain, des badges, ou du fard à paupières.
Plusieurs collaborations entre Yuri!!! on Ice et de grandes entreprises ont aussi été réalisées, notamment avec la marque Sanrio, responsable des produits Hello Kitty,.

## Postérité

### Au sein de la communauté du patinage artistique
Le studio MAPPA publie régulièrement, à l'occasion des dates anniversaires de la série, des illustrations inédites en lien avec les évènements et l'actualité du patinage. En 2022, pour les cinq ans de la série, le studio a par exemple partagé une illustration montrant les personnages s'entraîner pour les jeux olympiques d'hiver de Beijing tenus cette année.
Plusieurs patineurs artistiques de haut niveau, à l'instar de Johnny Weir ou de Ryūichi Kihara, reprennent des morceaux et des chorégraphies de Yuri!!! on Ice pour lui rendre hommage,,. De manière similaire, des évènements officiels réutilisent les musiques de Yuri!!! on Ice, comme le Grand Prix ISU qui ouvre sa finale de 2017 à Nagoya avec le générique History Maker. Ievguenia Medvedeva, patineuse artistique russe, a également déjà performé en portant le costume que porte Yuri dans la série.

### Popularité
Dès sa sortie, Yuri!!! on Ice atteint un haut niveau de popularité auprès du public. Selon l'analyse des tendances sur les réseaux sociaux au moment de sa diffusion, Yuri!!! on Ice est, de loin, l'animé qui suscite le plus d'interactions sur Twitter, avec près de 1 440 596 tweets centrés sur la série, loin devant le numéro deux du classement Haikyū!!, animé sportif centré sur le volley-ball. De manière similaire, Yuri!!! on Ice est la série d'animation japonaise la plus mentionnée sur le site Tumblr en 2017. Yuri!!! on Ice est en même temps la série d'animation la plus regardée de l'année 2016 dans plusieurs pays à travers le monde, comme la Pologne, la Tchéquie, le Sierra Leone, le Burkina Faso, le Malawi, le Botswana, Taïwan, les Philippines, le Viêt Nam, le Laos et Singapour. Il s'agit également du troisième animé le plus vu sur Crunchyroll au cours de l'année 2016, derrière JoJo's Bizarre Adventure et la troisième saison de Sailor Moon Crystal. Plusieurs années après sa diffusion, Yuri!!! on Ice reste l'un des plus gros succès de la plateforme. Plusieurs sondages réalisés au Japon placent Yuri!!! on Ice en tête du classement des animés de l'année 2016, comme celui commandé par l'opérateur mobile NTT Docomo et effectué auprès de 4 800 clients, ou celui du site de partage de vidéo Niconico dont les 306 568 utilisateurs interrogés placent Yuri!!! on Ice à la quatrième place de la liste. Plusieurs évènements centrés sur les dōjinshi de Yuri!!! on Ice, c'est-à-dire des recueils édités par des amateurs et mettant en scène des histoires annexes, sont organisés au Japon tout le long de l'année 2017. Des cafés thématiques ouvrent à Tokyo, proposant des marchandises exclusives et des repas qui évoquent la série. Une exposition temporaire organisée en juillet 2017 à Tokyo révèle des tenues créées spécialement pour l'occasion et plusieurs dessins exclusifs. De manière plus anecdotique, plusieurs sites japonais de cuisine détectent une augmentation des recherches au sujet des plats mis en avant par la série, comme le katsudon ou les pirojkis,.
Avec le temps, Yuri!!! on Ice apparaît dans plusieurs classements rétrospectifs des meilleures séries d'animation : meilleure série du studio MAPPA,, meilleure romance, meilleur couple,, meilleur animé sportif,, meilleur premier épisode de série, meilleur protagoniste, meilleur baiser, meilleure série scénarisée et réalisée par une femme, ou meilleur animé à thématiques LGBT.
| Bâtiment moderne et vitré, avec les mots Karatsu Station inscrits sur la devanture.                                                     |  | Château de pierre blanche de style oriental. Des cerisiers en fleurs sont également visibles. |
| Deux vues de la ville de Karatsu, la gare et le château, ayant inspiré la création de la ville natale fictive de Yuri Katsuki, Hasetsu. |  |                                                                                               |

Le succès de l'animé contribue à une augmentation du tourisme dans la ville japonaise de Karatsu, qui a servi d'inspiration pour la ville natale fictive de Yuri Katsuki. La ville met notamment en place un circuit touristique incluant des commentaires audio du doubleur de Yuri, Toshiyuki Toyonaga, et une séance de patinage à la patinoire municipale. Pendant la diffusion de la série, environ trente visiteurs, souvent déguisés en l'un des personnages, effectuent chaque jour un pèlerinage sur les lieux emblématiques du récit. Dans les mois qui suivent, la ville de Karatsu déclare avoir reçu plus de 20 000 visiteurs originaires d'une trentaine de pays différents. La commune et, plus généralement, la préfecture de Saga profitent de la popularité de la série pour installer des attractions thématiques sur les lieux visibles dans l'anime,. Des cadeaux publicitaires et des restaurants thématiques s'ajoutent au dispositif. Les personnages des deux Yuris et de Victor sont utilisés pour promouvoir certains évènements régionaux, comme les matchs de football du club Sagan Tosu. Yuri Katsuki devient en 2017 l'un des ambassadeurs de la ville de Karatsu, qui elle-même entre dans la liste des villes mises en avant par l'Office national du tourisme japonais lors de son classement annuel 2017,,. Des partenariats sont également noués entre la série et des entreprises privées comme des hôtels ou des loteries,.
Des artistes amateurs s'inspirent également de l'univers de Yuri!!! on Ice pour créer leurs propres cosplays, fanfictions ou fanarts,,,. Les fanfictions occupent notamment une place importante dans la postérité de l'œuvre, atteignant le nombre de 19 000 six mois après la diffusion de la série,. De nombreux dōjinshis, des fanzines amateurs principalement écrits par des admirateurs de la série, représentent également les nombreux personnages, même secondaires, de Yuri!!! on Ice. Certains récits prennent place après la fin de l'intrigue, d'autres mettent en scène les personnages principaux dans des univers ou réalités alternatives. L'œuvre occupe une place importante dans les différentes communautés de fans sur internet et dans le monde, qui s'identifient facilement aux différents personnages, que ce soit spécifiquement sur la communauté LGBT ou plus largement sur les thématiques du dépassement de soi et d'atteinte de différents objectifs personnels,. De nombreuses conventions de fans centrées autour de Yuri!!! on Ice sont organisées, notamment en Asie du Sud-Est.

### Influence sur l'animation japonaise
Le succès de Yuri!!! on Ice pousse le studio MAPPA à produire d'autres séries d'animation réalistes sur le thème du sport pour un public plus adulte, comme The Gymnastics Samurai. D'autres studios d'animation désirent profiter de l'engouement suscité par Yuri!!! on Ice et développent leur propre série de patinage artistique, comme le studio J. C. Staff, qui produit la série Skate-Leading Stars. Cette dernière raconte elle aussi l'histoire d'un trio de patineurs artistiques comprenant un patineur talentueux mais souhaitant arrêter le patinage, son entraîneur et un rival plus jeune.
Yuri!!! on Ice pose également un précédent dans la représentation des relations homosexuelles dans l'animation japonaise. Alors que ces dernières représentaient majoritairement des hommes sur-sexualisés, parfois avec des comportements dangereux, Yuri!!! on Ice place la sexualité des personnages au second plan, derrière leurs aspirations et personnalités. La romance entre les Yuri et Victor est amenée progressivement, et mêlée avec les autres enjeux de la série, ici sportifs, culminant jusqu'aux fiançailles des deux personnages principaux, une première dans l'animation japonaise. Cette manière de traiter les relations homosexuelles influe d'autres œuvres par la suite, notamment Banana Fish, lui aussi produit par le studio MAPPA, qui mêle tragédie et histoire de gangsters à la relation homosexuelle des protagonistes. D'autres séries d'animation sorties après   Yuri!!! on Ice, comme Given ou Sasaki et Miyano, mettent en scène des relations homosexuelles s'éloignant des codes des relations homosexuelles sorties avant 2016.